# Спартак (футбольный клуб, Ленинградская область)
Спартак — советский футбольный клуб из Ленинградской области. В зональном турнире второй группы 1949 года занял 9 место, в кубке СССР потерпел поражение в 1/2 зонального финала 1949 года. Представлял Гатчину.